# LG G
La serie G è una linea di dispositivi Android di fascia medio-alta prodotta da LG Electronics. La denominazione G è stata inizialmente introdotta nel 2012 come parte della serie LG Optimus ma, dopo l'uscita del LG G2 nell'agosto 2013 (il primo senza il marchio Optimus), LG ha introdotto ufficialmente la serie G come erede della serie. Per ogni prodotto sono rilasciate una versione classica e una meno potente. I più recenti dispositivi rilasciati sono LG G6 e la versione minore LG Q6, nel 2017.

## Smartphone
- LG Optimus G
- LG Optimus G Pro
- LG Optimus GK
- LG G2
- LG G Pro Lite
- LG G Flex
- LG Gx
- LG G Pro 2
- LG G2 Mini
- LG G3
- LG G3 s
- LG G4
- LG G5
- LG G6
- LG G7 ThinQ
- LG G8 ThinQ

## Tablet
- LG G Pad 8.3